# Айфелова кула (Варна)
Вижте пояснителната страница за други значения на Айфелова кула.
Айфеловата кула в курорта Златни пясъци, Варна е умалено копие на оригиналната Айфелова кула в Париж, нареждана сред главните символи на Франция.
Построена е през 2007 година за началото на летния туристически сезон. Намира се близо до плажната ивица, срещу хотел „Интернационал“ в центъра на курорта. Стойността на постройката възлиза на 300 хил. лв.
Висока е 32,4 метра – точно в мащаб 1:10 спрямо оригиналната Айфелова кула. На височина 6 метра е изградена платформа с наблюдателна площадка и луксозно кафене.